# Avion (groupe)
 (juin 2024).
La mise en forme du texte ne suit pas les recommandations de Wikipédia : il faut le « wikifier ».
Les points d'amélioration suivants sont les cas les plus fréquents. Le détail des points à revoir est peut-être précisé sur la page de discussion.
- Les titres sont pré-formatés par le logiciel. Ils ne sont ni en capitales, ni en gras.
- Le texte ne doit pas être écrit en capitales (les noms de famille non plus), ni en gras, ni en italique, ni en « petit »…
- Le gras n'est utilisé que pour surligner le titre de l'article dans l'introduction, une seule fois.
- L'italique est rarement utilisé : mots en langue étrangère, titres d'œuvres, noms de bateaux, etc.
- Les citations ne sont pas en italique mais en corps de texte normal. Elles sont entourées par des guillemets français : « et ».
- Les listes à puces sont à éviter, des paragraphes rédigés étant largement préférés. Les tableaux sont à réserver à la présentation de données structurées (résultats, etc.).
- Les appels de note de bas de page (petits chiffres en exposant, introduits par l'outil «  Source ») sont à placer entre la fin de phrase et le point final[comme ça].
- Les liens internes (vers d'autres articles de Wikipédia) sont à choisir avec parcimonie. Créez des liens vers des articles approfondissant le sujet. Les termes génériques sans rapport avec le sujet sont à éviter, ainsi que les répétitions de liens vers un même terme.
- Les liens externes sont à placer uniquement dans une section « Liens externes », à la fin de l'article. Ces liens sont à choisir avec parcimonie suivant les règles définies. Si un lien sert de source à l'article, son insertion dans le texte est à faire par les notes de bas de page.
- La présentation des références doit suivre les conventions bibliographiques. Il est recommandé d'utiliser les modèles {{Ouvrage}}, {{Chapitre}}, {{Article}}, {{Lien web}} et/ou {{Bibliographie}}. Le mode d'édition visuel peut mettre en forme automatiquement les références.
- Insérer une infobox (cadre d'informations à droite) n'est pas obligatoire pour parachever la mise en page.

Pour une aide détaillée, merci de consulter Aide:Wikification.
Si vous pensez que ces points ont été résolus, vous pouvez retirer ce bandeau et améliorer la mise en forme d'un autre article.
 (juin 2024).
Le contenu est difficilement compréhensible vu les erreurs de traduction, qui sont peut-être dues à l'utilisation d'un logiciel de traduction automatique.
Pour les articles homonymes, voir Avion (homonymie).
Avion était un groupe australien pop rock des années 1980 formé en 1981, initialement nommé Lionheart. Le line-up était Evan Murray aux claviers, Martyn Toole à la guitare et trois frères : John Waller à la batterie, Kendall Waller à la basse et Randall Waller au lead chant et guitare solo. Le groupe sort deux albums, Avion (1983) et White Noise (1987). Fin 1987, Murray décède dans un accident de voiture et le groupe se dissout. Selon l'historien australien de la musique rock, Ian McFarlane, le groupe avait « un fort culte… [avec leur] marque de rock mélodique, d'influence américaine pour adultes… [mais] rencontrait une quasi-indifférence à la maison ».

## Histoire
Le guitariste et chanteur principal d'Avion, Randall Waller, avait déjà sorti deux albums en tant qu'artiste solo, Oasis (1978) et Midnight Fire (1980). En 1981, Waller forme le groupe pop rock Lionheart à Sydney avec Evan Murray aux claviers, Martyn Toole à la guitare et ses deux frères : John Waller à la batterie et Kendall Waller à la basse – le groupe est rapidement rebaptisé Avion. Avion signe avec RCA Records et, en septembre 1983, sort son premier album éponyme. Bien qu'il ait été mixé par Bob Clearmountain au studio d'enregistrement Power Station à New York, l'album n'a pas été un succès. L'album a donné naissance à trois singles, "I Need You" (mars 1983), "Diamond Eyes" (septembre) et "Never Let Me Go" (octobre) qui n'ont pas eu de succès. AllMusic a décrit l'album, "son son AOR surmené et ses paroles simplistes n'ayant pas réussi à garantir des ventes significatives".
En août 1984, le groupe sort un single hors album, "Still the Night". Paul Gannell remplace Toole à la guitare et, en septembre 1985, sort "We've Got Secrets" sur RCA. En 1986, le groupe signe un contrat avec EMI Records et "Celebration" paraît en septembre. En 1987, le deuxième album du groupe, White Noise, suivit "mais l'écriture de chansons plus réfléchie ne parvint pas à produire une reprise dans la carrière d'Avion". Il manquait également de diffusion et ne fut pas un succès – le groupe fut abandonné par EMI,. En avril 1987, ils sortent le troisième single de l'album, "Berlin Wall". En septembre 1987, Evan Murray est décédé dans un accident de voiture alors que le groupe était en tournée et le groupe s'est pratiquement dissous.Randall Waller a été brièvement membre du groupe d'accompagnement de Sharon O'Neill avant de déménager au Royaume-Uni de 1988 à 1993 où il a travaillé comme producteur de disques et ingénieur du son. En 1992, Waller a chanté pour l'album "Surrender Absolute" de David Zaffiro (Intense Records). Depuis 1998, il jouait de la guitare pour le groupe de Shania Twain.

## Discographie

### Albums
- Avion ( RCA Records ) (septembre 1983)
- White Noise ( Enregistrements EMI ) (1987)

### Simple
- J'ai besoin de toi titre original : I Need You (1983)
- Yeux de diamant titre original : Diamond Eyes (1983)
- Ne me laisse jamais partir titre original : Never Let Me Go (1983)
- Toujours la nuit titre original : Still the Night (1984)
- Nous avons des secrets titre original : We've Got Secrets (1985)
- Célébration titre original : Celebration (1986)
- Mur de Berlin titre original : Berlin Wall (1987)